# Empoasca recursa
Empoasca recursa är en insektsart som beskrevs av Rowland Southern 1982. Empoasca recursa ingår i släktet Empoasca och familjen dvärgstritar. Inga underarter finns listade i Catalogue of Life.